# Parafia św. Jana Nepomucena w Dorohusku
Parafia św. Jana Nepomucena w Dorohusku – parafia rzymskokatolicka w Dorohusku, należąca do archidiecezji lubelskiej i Dekanatu Chełm – Wschód.
Parafia została erygowana w 1753.
Kościół parafialny pw. Matki Boskiej i św. Jana Nepomucena został wzniesiony w latach 1907–1909 z fundacji Jana Suchodolskiego, dziedzica Dorohuska, neogotycki, murowany, z częściowo zachowanym wcześniejszym barokowym wyposażeniem. Parafię prowadzą księża archidiecezjalni.
Proboszczowie.
- 1921–1935 ks. Ludwik Szyszko
- 1936–1963 ks. Franciszek Supryn
- 1963–1967 ks. Józef Gołąb
- 1967–1982 ks. kan. Józef Malinowski
- 1982–1987 ks. kan. Jan Kalinowski
- 1987–1994 ks. kan. Józef Włosek
- 1994–2013 ks. kan. Antoni Świerkowski
- 2013–2019 ks. prał. Ryszard Winiarski
- 2019 – nadal ks. dr Witold Gąciarz

## Zasięg parafii
Do parafii należą wierni z następujących miejscowości: Barbarówka, Berdyszcze, Dorohusk-Osada, Dorohusk, Husynne, Majdan Skordiowski, Michałówka, Myszkowiec, Ostrów, Pogranicze, Puszki, Skordiów, Teosin, Turka, Zalasocze, Zanowinie.

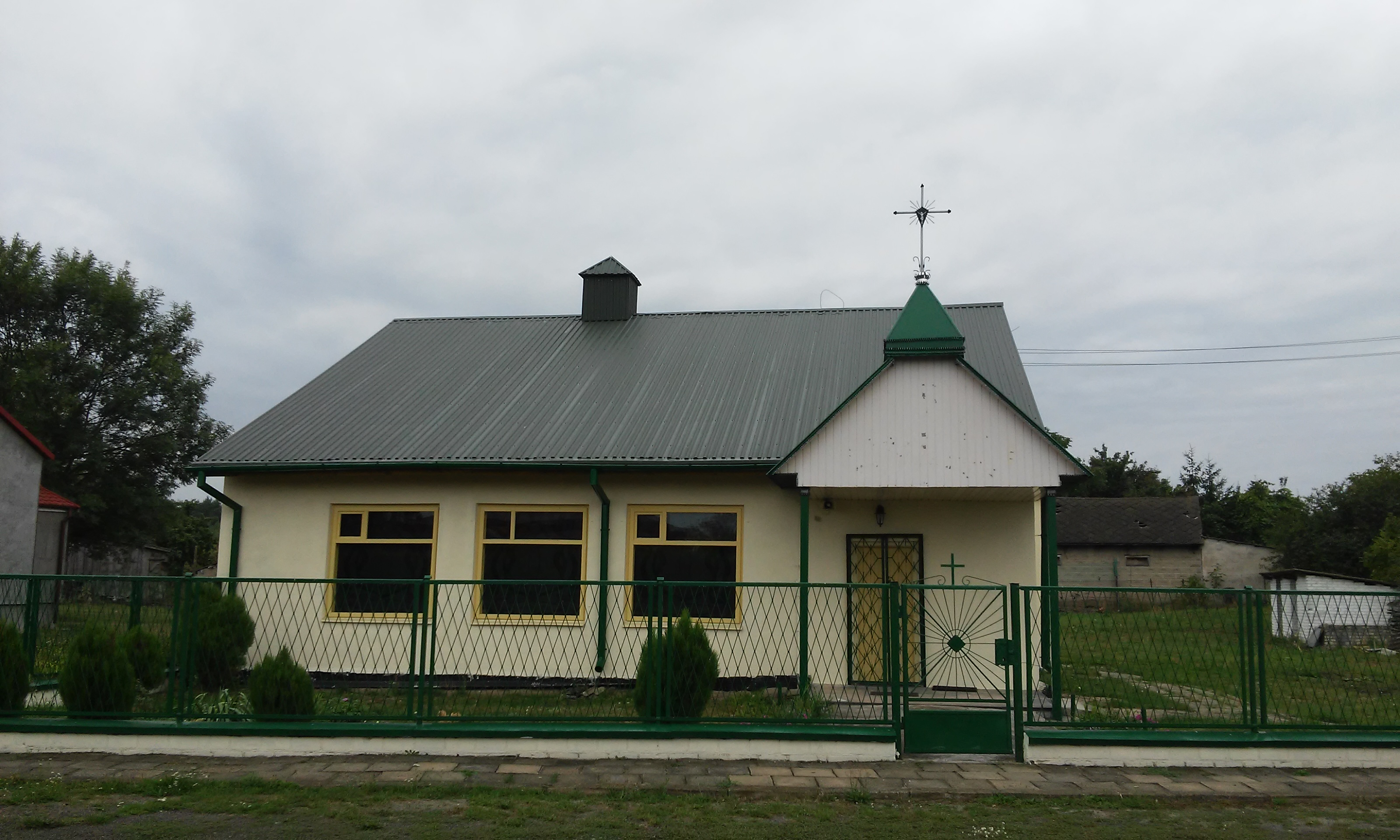
Kaplica filialna w Husynnem
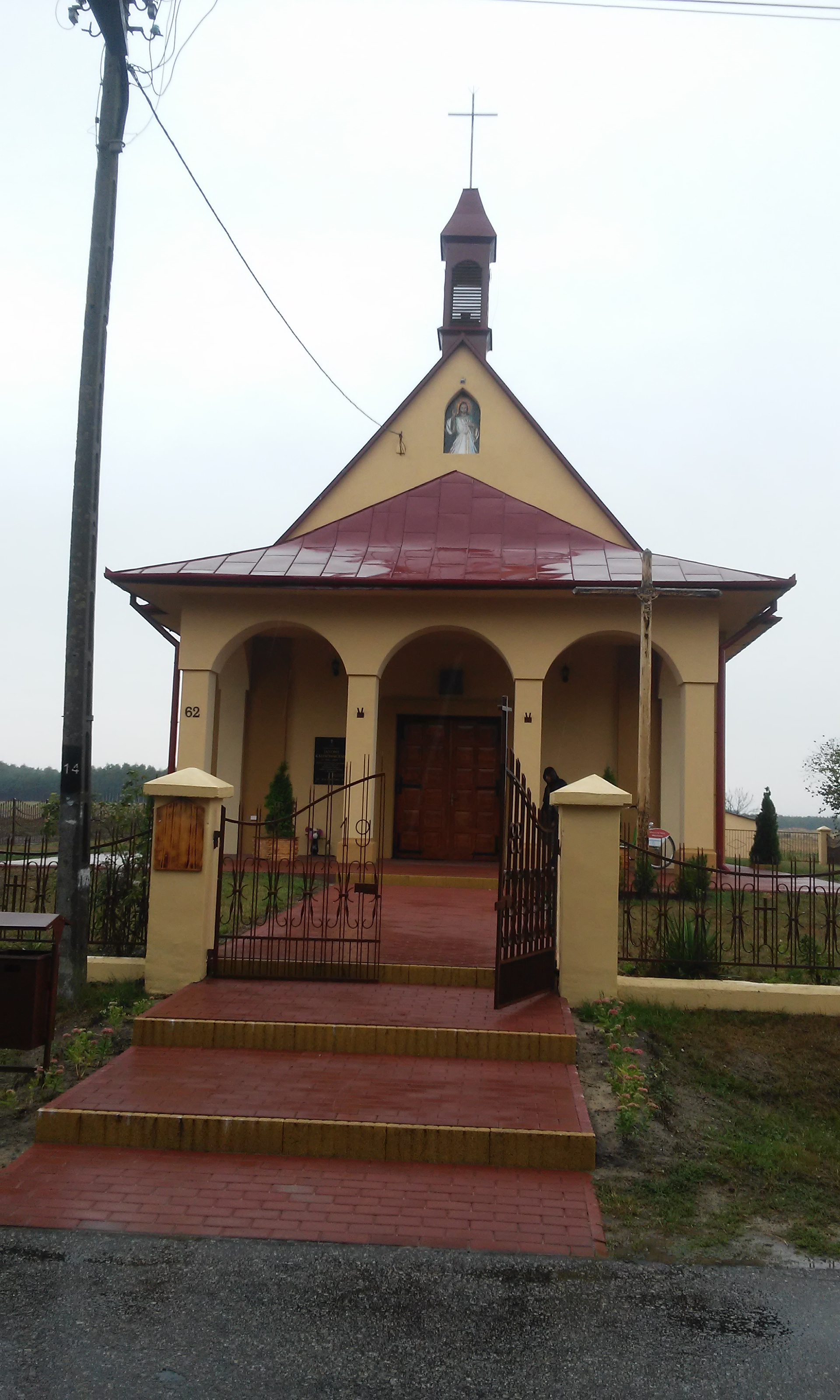
Kaplica filialna w Michałówce
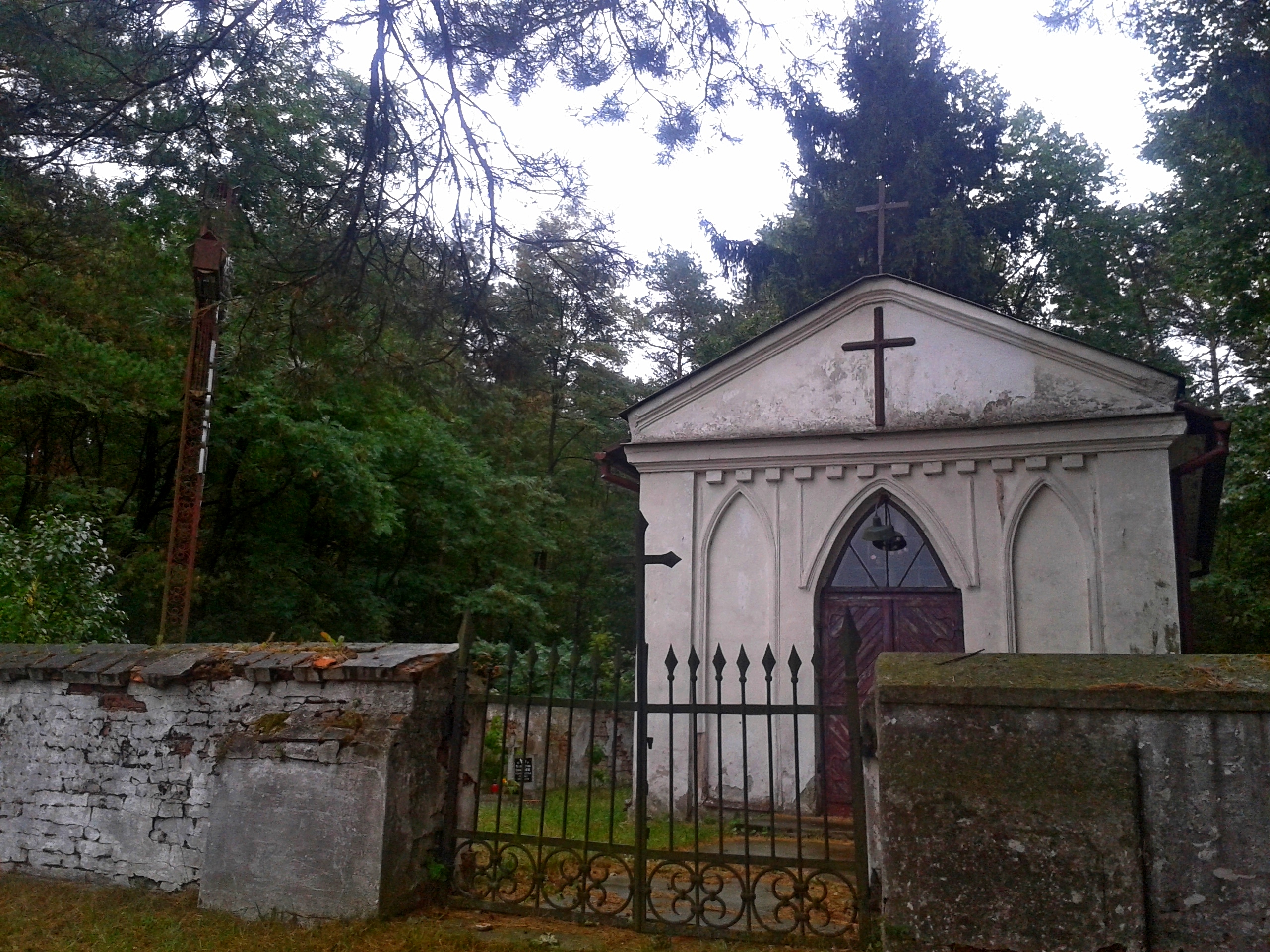
Kaplica cmentarna w Husynnem